# Антонюв (Островецький повіт)
Антонюв (пол. Antoniów) — село в Польщі, у гміні Балтув Островецького повіту Свентокшиського воєводства.
Населення — 107 осіб (2011).
У 1975-1998 роках село належало до Келецького воєводства.

## Демографія
Демографічна структура на день 31 березня 2011 року:
|          | Загалом | Допрацездатний вік | Працездатний вік | Постпрацездатний вік |
| -------- | ------- | ------------------ | ---------------- | -------------------- |
| Чоловіки | 50      | 9                  | 33               | 8                    |
| Жінки    | 57      | 11                 | 31               | 15                   |
| Разом    | 107     | 20                 | 64               | 23                   |